# Kåge
Kåge è un'area urbana della Svezia situata nel comune di Skellefteå, contea di Västerbotten.
La popolazione rilevata nel censimento 2010 era di 2 248 abitanti .